# Timsbury (Hampshire)
Timsbury – wieś w Anglii, w hrabstwie Hampshire, w dystrykcie Test Valley. Leży 10 km na południowy zachód od miasta Winchester i 111 km na południowy zachód od Londynu.